# Terres noires (film)
Pour les articles homonymes, voir Terre noire.
Pour plus de détails, voir Fiche technique et Distribution.
Terres noires est un court métrage français réalisé par Luc Moullet, sorti en 1961.

## Fiche technique
- Titre : Terres noires
- Réalisation : Luc Moullet
- Scénario : Luc Moullet
- Photographie : Jean Alavoine et Bernard Davidson
- Montage : Hélène Plemiannikov, Luc Moullet et Agnès Guillemot
- Musique : Marc Carles
- Société de production : Les Films du Carrosse
- Pays d'origine :  France
- Durée : 19 minutes
- Date de sortie : 1961

## Distribution
- Françoise Vatel (voix)

## Récompense
- 1964 : Prix du Groupe des Trente[1]

## Sélection
- 2014 : Festival international de court métrage de Dresde (hommage à Luc Moullet)